# Dream (Angie Stone)
Dream è il settimo album in studio della cantante statunitense Angie Stone, pubblicato nel 2015.

## Tracce
1. Dollar Bill – 3:15
2. Begin Again (featuring Dave Hollister) – 4:03
3. Clothes Don't Make a Man – 2:36
4. Magnet – 4:06
5. Dream – 3:29
6. 2 Bad Habits – 3:57
7. Quits – 3:12
8. Think It Over – 4:22
9. Forget About Me – 3:42
10. Didn't Break Me – 3:38